# Arthur Maulet
Arthur Maulet (New Orleans, 13 luglio 1993) è un giocatore di football americano statunitense che milita nel ruolo di cornerback per i Baltimore Ravens della National Football League (NFL).

## Carriera

### New Orleans Saints
Maulet firmò con i New Orleans Saints dopo non essere stato scelto nel Draft il 1º maggio 2017. Fu svincolato il 2 settembre 2017 e rifirmò con la squadra di allenamento il giorno successivo. Fu promosso nel roster attivo il 23 settembre 2017 ma fu svincolato due giorni dopo e rifirmò con la squadra di allenamento. Fu promosso nel roster attivo il 2 dicembre 2017.
Il 21 settembre 2018 Maulet fu svincolato dai Saints.

### Indianapolis Colts
Il 24 settembre 2018 Maulet firmò con gli Indianapolis Colts. Fu svincolato il 20 novembre 2018.

### Ritorno ai New Orleans Saints
Il 26 novembre 2018 Maulet rifirmò con la squadra di allenamento dei Saints.

### New York Jets
Il 29 gennaio 2019 Maulet firmò un contratto da riserva con i New York Jets. Nella settimana 3 contro i New England Patriots recuperò un fumble del punt returner Gunner Olszewski nella end zone segnando un touchdown nella sconfitta per 30-14. Fu svincolato il 15 ottobre dopo di che rifirmò con la squadra di allenamento. Fu promosso nel roster attivo il 30 ottobre.
Maulet rifirmò con i Jets il 6 maggio 2020. Fu inserito in lista infortunati il 22 settembre per un problema all'inguine. Tornò nel roster attivo il 31 ottobre.
Nella settimana 11 contro i Los Angeles Chargers, Maulet mise a segno il suo primo sack su Justin Herbert nella sconfitta per 34–28.

### Pittsburgh Steelers
Maulet firmò con i Pittsburgh Steelers un contratto di un anno il 7 maggio 2021.
Il 14 marzo 2022 Maulet firmò un nuovo contratto biennale con gli Steelers. Fu svincolato il 10 maggio 2023.

### Baltimore Ravens
Maulet firmò con i Baltimore Ravens un contratto di un anno il 25 luglio 2023.